# Ula flavidibasis
Ula flavidibasis är en tvåvingeart som beskrevs av Alexander 1930. Ula flavidibasis ingår i släktet Ula och familjen hårögonharkrankar.
Artens utbredningsområde är Taiwan. Inga underarter finns listade i Catalogue of Life.